# Jaqueline Santos
Jaqueline Santos (Oliveira, 18 de novembro de 1995) é uma atriz, comediante e influenciadora brasileira. Ganhou notoriedade por sua participação no humorístico A Praça É Nossa, do SBT. 

## Biografia
Jaqueline começou sua carreira aos cinco anos, quando integrou uma escola de dança na cidade de São Francisco de Paula, Minas Gerais, onde cresceu. Além de participar de festivais de dança, a atriz também participou de diversos concursos de beleza.  Em 2013, foi Miss Minas Gerais Country. 
Aos 18 anos, mudou-se para o Rio de Janeiro para poder seguir com seus estudos no teatro.

## Carreira
Jaqueline ficou conhecida no TikTok pelas esquetes humorísticas e pegadinhas.
No final de 2022, entrou para o elenco de A Praça é Nossa. Entre vários quadros, Jaqueline integra o quadro do Saideira, Giovani Braz, e do deputado, com Saulo Laranjeira. Ela também participou da 1ª edição do Reality Show A Grande Conquista, da Record.
Jaqueline foi a primeira brasileira a entrar no ranking global do TikTok de 2024, com mais de 80 milhões de visualizações e 11 milhões de seguidores.

## Filmografia
| Ano        | Título                            | Emissora |
| ---------- | --------------------------------- | -------- |
| 2021-2022  | A Gênesis                         | Record   |
| 2022       | A Praça É Nossa                   | SBT      |
| 2023       | A Grande Conquista (1ª temporada) | Record   |
| 2023-atual | A Praça É Nossa                   | SBT      |